# Monument de Nizami Ganjavi à Bakou
Le monument de Nizami Ganjavi, est situé à Bakou sur la place Nizami.

## Histoire
La cérémonie d’ouverture du monument a eu lieu en avril 1949. Le sculpteur du monument était Fuad Abdurahmanov, artiste du peuple azerbaïdjanais.Le monument est une statue en bronze de 6 mètres de haut installée sur un piédestal octaédrique de 9 mètres de haut. Le socle est en labrador rouge et des éléments de l’architecture azerbaïdjanaise de l’époque de Nizami ont été utilisés pour sa manipulation. Il y a une sculpture ornementale et des plaques de bronze à parement sur la partie inférieure du monument. Sept plaques présentent des scènes des œuvres de Nizami et une plaque affiche une inscription commémorative.